# Burundanga
『burundanga』（ブランダンガ）は、日本のバンドFACTのメジャー3枚目のスタジオ・アルバムである。2012年1月11日に発売された。

## 解説
- 前作『Eat Your Words』から、約10か月ぶりのリリースとなるオリジナルアルバム。日本盤のみ、14曲目と15曲目にボーナストラックが収録されている。

## 収録曲
1. FOSS(3:06)
2. 1000 miles(2:36)
3. pink rolex(3:19)
4. melt(3:52)
5. tonight(1:22)
6. polyrhythm winter(3:44)
7. 狂(0:58)
8. eighty six(3:14)
9. crying(3:21)
10. mimic(0:16)
11. 1-4(inst)(2:19)
12. GSMD(2:29)
13. temptation(3:27)
14. give up(3:13)※日本盤のみ
15. empty mind(3:38)※日本盤のみ